# Daniel Preradovic
Daniel Preradovic (* 20. Oktober 1992 in Freiburg im Üechtland) ist ein Schweizer ehemaliger Fussballspieler.

## Karriere
Preradovic begann seine Karriere beim SC Düdingen. 2014 wechselte er zum FC Münsingen. Im September 2015 ging er zum FC Bern, bei dem er jedoch zu keinem Einsatz kam. Im Winter 2015/16 wechselte er nach Österreich zum Viertligisten FC Rot-Weiß Rankweil.
Im August 2016 schloss er sich dem Zweitligisten Floridsdorfer AC an. Im Oktober 2016 debütierte er in der 2. Liga, als er am 14. Spieltag der Saison 2016/17 im Spiel gegen den SV Horn in der 84. Minute für Mirnes Becirovic eingewechselt wurde.
Nach der Saison 2016/17 verliess er den FAC.